# FC Kaluga
El FC Kaluga (del ruso:  ФК Калуга) es un club de fútbol ruso de la ciudad de Kaluga, fundado en 2002. El club disputa sus partidos como local en el Annenki Arena y juega en la segunda división, el tercer nivel en el sistema de ligas ruso. Hasta 2010 era conocido como FC MiK Kaluga.

## Jugadores
Actualizado al 27 de julio de 2019, según Liga de Fútbol Profesional de Rusia.